# Portola Valley
Portola Valley es un pueblo situado en el condado de San Mateo, California, Estados Unidos. Tiene una población estimada, a mediados de 2022, de 4244 habitantes.
La localidad está en un valle tranquilo a lo largo de la falla de San Andrés, una de las fallas sísmicas más peligrosas del mundo. Desde su fundación en 1964, el desarrollo ha sido lento y el pueblo ha mantenido un ambiente rural que recuerda a tiempos pasados.
Los detalles de la era prehistórica son poco conocidos, ya que se han recuperado pocos artefactos indios. Sin embargo, a menos que los osos pardos que deambulaban por el valle los mantuvieran alejados, los primeros colonos debieron haber encontrado en esta zona rodeada de arroyos un buen lugar para establecer aldeas.

## Geografía
La localidad está ubicada en las coordenadas 37°21′55″N 122°13′58″O / 37.36528, -122.23278 (37.365191, -122.232724). Según la Oficina del Censo, tiene una superficie de 23.52 km²  de tierra y 0.004 km² de agua.

## Demografía

### Censo de 2020
Según el censo de 2020, en ese momento había 4456 personas y 1915 viviendas en la localidad. La densidad de población era de 189.46 hab./km². El 80.45% de los habitantes eran blancos, el 0.25% eran afroamericanos, el 0.09% eran amerindios, el 7.79% eran asiáticos, el 1.28% eran de otras razas y el 10.14% eran de una mezcla de razas. Del total de la población, el 5.16% eran hispanos o latinos de cualquier raza.

### Estimación 2017-2021
Portola Valley es una de las localidades más prósperas de los Estados Unidos. Los ingresos medios de los hogares superan los $250,000, la cifra máxima que contabiliza la Oficina del Censo.